# Вилагранде (Белуно)
Вилагранде (итал. Villagrande) је насеље у Италији у округу Белуно, региону Венето.
Према процени из 2011. у насељу је живело 124 становника. Насеље се налази на надморској висини од 1434 м.